# Sinningia curtiflora
Sinningia curtiflora är en tvåhjärtbladig växtart som först beskrevs av Gustaf Oskar Andersson Malme, och fick sitt nu gällande namn av Chautems. Sinningia curtiflora ingår i släktet Sinningia och familjen Gesneriaceae. Inga underarter finns listade i Catalogue of Life.